# Suzuki Sheet Metal
Suzuki Sheet Metal war ein japanischer Hersteller von Automobilen.

## Unternehmensgeschichte
Das Unternehmen aus Tokio stellte von 1948 bis 1952 einige Personenkraftwagen her. Der Markenname entsprach der Firmierung. Später erfolgte die Übernahme durch Bellco.
Geleitet wurde das Unternehmen von einem Herrn Suzuki. Es gab keine Verbindung zu Suzuki.

## Fahrzeuge
Im Angebot standen sportliche Fahrzeuge. Es waren Coupés mit Schrägheck. Sie hatten Ottomotoren von amerikanischen Herstellern. Abnehmer waren amerikanische Militärpersonen, die sich während der Besatzungszeit in Japan im Land aufhielten.
Das erste Fahrzeug wurde Silver Buick genannt und hatte einen Motor von Buick. Ab 1950 gab es den Eagle. Bei ihm wurden Motoren von Cadillac und Chrysler verwendet.